# Capinópolis
Capinópolis là một đô thị thuộc bang Minas Gerais, Brasil. Đô thị này có diện tích 621,159 km², dân số năm 2007 là 15302 người, mật độ 22,4 người/km².